# Пульниково (Пышминский муниципальный округ)
Пульниково — село в Пышминском городском округе Свердловской области России.

## Географическое положение
Пульниково расположено в 17 километрах (по автодороге в 18 километрах) к северу от посёлка Пышма, в лесной местности, преимущественно на правом берегу реки Куяр (левого притока реки Пышмы).

## Исторические статистические сведения
По данным сборника "Волости и важнейшие селения Европейской России" бывшая государственная деревня Пульниковская при речке Куяре относилась к Вновь-Юрмытской волости Камышловского уезда Пермской губернии, число дворов 71, жителей 375, имелась часовня, в то же время часть этого же поселения - бывшая государственная деревня Пульникова при речке Куяре относилась к Куяровской волости Камышловского уезда Пермской губернии, число дворов - 74, жителей 397, имелась часовня. 
По данным "Списка населенных мест Пермской губернии" за 1908 г. распланированная деревня Пульникова на р. Куяр  относилась к Вновь-Юрмытской волости Камышловского уезда Пермской губернии, входила в состав Пульниковского общества, число дворов - 94, в деревне проживало 206 мужчин и 202 женщины, жители - бывшие государственные крестьяне, православные, русские, от волостного правления деревня расположена была в 12 верстах, до уездного города расстояние - 55 верст.

## Население
| 2002 | 2010 | 2021 |
| ---- | ---- | ---- |
| 469  | ↘398 | ↘331 |